# Finolhas
Finolhas är en ö i Baa atoll i Maldiverna.  Den ligger i den norra delen av landet, 130 km nordväst om huvudstaden Malé. På ön finns en turistanläggning, men ingen fastboende befolkning, varför ön officiellt räknas som obebodd.
Tropiskt monsunklimat råder i trakten. Årsmedeltemperaturen i trakten är 20 °C. Genomsnittlig årsnederbörd är 2 146 millimeter. Den regnigaste månaden är november, med i genomsnitt 363 mm nederbörd, och den torraste är februari, med 52 mm nederbörd.